# Färglacker
Färglacker är en typ av pigment som används inom måleriet. De ska inte förväxlas med lackfärger. Färglackerna framställs av organiska material, till exempel växtdelar, där färgämnena fälls ut och får färga in något oorganiskt material (ofta krita) som då bildar ett olösligt salt med färgämnet. Ofta inkluderar processen betning med användning av t.ex. alun. De färdiga färglackerna kan användas på samma sätt som andra pigment. Exempel på färglacker är krapplack, karmin, indiskt gult och indigo. Idag har de flesta av dem ersatts av syntetiska pigment.